# Kalzium
Kalzium（來自德語的鈣）是一個開源的元素週期表軟體。
它包含103個化學元素的資訊，其中包括質量、電荷、圖片、發現信息、化學和能量數據、和這個原子的模型。該週期表本身可以設定為記數系統、物質狀態、和顏色編碼等各種顯示方式。

## 外部連結
- Kalzium主頁 （页面存档备份，存于）（英文）
- Kalzium手冊（德文）

1. ↑  . 2023年10月12日  [2023年10月13日].